# João Carlos Pereira Leite (filho)

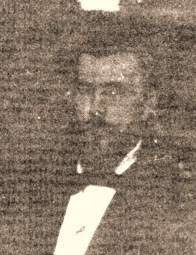
Major João Carlos Pereira Leite.

João Carlos Pereira Leite (Fazenda Jacobina, 4 de novembro de 1816 — Fazenda Jacobina, 3 de outubro de 1880) foi um proprietário rural brasileiro.
Segundo filho do coronel João Pereira Leite, enquadrava-se numa espécie de senhor feudal, dada a vastidão de seus domínios, que ultrapassavam aos da província de Mato Grosso, jamais exercitou porem, a sua atividade contra os interesses coletivos, mas sempre em beneficio à terra do seu berço e dos seus filhos.
Seu nome, atribuído por seu pai, em homenagem ao seu padrinho de batismo, o capitão-general João Carlos Augusto de Oyenhausen-Gravenburg, oitavo governador da capitania de Mato Grosso, deveu-se à estreita relação de amizade entre ambos.
Após a morte de seu pai em 1833, ainda muito jovem, desempenhou o papel de braço direito de sua mãe Maria Josepha, na condução da Jacobina, bem como Descalvado, Jauru, Cambará, por ele fundadas, e as várias sesmarias que compunham as terras de propriedade dos Pereira Leite na região. Somente com a sua morte em 3 de outubro de 1880 e de sua mãe D. Maria Josepha, em 3 de novembro de 1888, esse patrimônio se desmembrou e começou a perder a sua antiga importância.
Foi político militante, era o esteio do Partido Conservador em toda a região, que da Jacobina, irradiava sua influencia. Dedicou especial atenção Vila Maria, hoje cidade de Cáceres, construiu a suas expensas o Cemitério São João Batista, depois doado ao Município. Hoje o seu nome ali se ostenta ligado à grande Praça central da cidade.
Patriota, o demonstrou, quando da invasão de Mato Grosso pelas forças de Solano Lopes, ocasião que prestou valiosa contribuição ao País, merecendo do Governo Imperial a nomeação de Cavaleiro da Ordem de Cristo, em carta imperial de 22 de junho de 1868, pelos serviços militares prestados em relação à Guerra do Paraguai, na Província de Mato Grosso, exercida, na qualidade de major de comissão, quando organizou e comandou o corpo de expedicionários que marcharam de Vila Maria e, em ação cunjunta com os expedicionários comandados pelo tenente-coronel Antônio Maria Coelho, que partiram de Cuiabá, promoveram em 13 de junho de 1867, a histórica Retomada de Corumbá.